# Benedetto Brin (U-Boot)
Das R.Smg. Benedetto Brin war ein nach Admiral Benedetto Brin benanntes italienisches U-Boot und Typschiff der Brin-Klasse der Regia Marina im Zweiten Weltkrieg.

## Geschichte
Das Boot wurde am 3. Dezember 1936 bei Tosi in Tarent auf Kiel gelegt, am 3. April 1938 vom Stapel gelassen und am 30. Juni 1938 in Dienst gestellt. Es diente zunächst im 44. und dann im 41. Geschwader der 4. U-Boot-Gruppe in Tarent. Im folgenden Jahr wurde es nach Massaua in Eritrea verlegt, von wo aus es im Roten Meer und im Indischen Ozean eingesetzt wurde. Im Juni und Juli 1939 führte es eine Fahrt im Südwestmonsun durch, um Einsatztaktiken in schwerer See zu testen, jedoch mit mäßigem Erfolg. Während alle anderen Boote der Brin-Klasse 1940 nach Massaua verlegt wurden, kehrte Brin nach Tarent zurück, wo es dem 42. Geschwader zugeteilt wurde. Ab Juni 1940 führte es  in der Straße von Sizilien und dann bei Kreta vier erfolglose Feindfahrten durch, wobei ein angreifendes Flugzeug beschädigt werden konnte.
Am 28. Oktober 1940 verließ das Boot unter dem Kommando von Luigi Longanesi Cattani Italien in Richtung Bordeaux, wo die italienische Marine einen Stützpunkt für ihre Hochseeboote eingerichtet hatte. Nachdem es am 4. November bei Gibraltar zwei britischen Zerstörern nur knapp entgangen war, musste es in Tanger notdürftig repariert werden. Von dort lief es in der Nacht zum 13. Dezember aus. Am 18. Dezember 1941 kam es an der Gironde zu einem Überwasserkampf mit dem britischen U-Boot Tuna, das sich schließlich zurückzog.
Von Bordeaux aus unternahm Brin fünf Feindfahrten. Am 13. Juni 1941 griff es bei den Azoren den Konvoi SL76 an, der auf dem Weg von Sierra Leone nach England war, versenkte den britischen Dampfer Djurjura und das griechische Schiff Eirini Kyriakides und beschädigte zwei weitere Schiffe. Ende August kehrte das Boot wieder ins Mittelmeer zurück, wo es am 10. September 1941 in Messina eintraf. Von dort aus führte es in den folgenden zwei Jahren etliche erfolglose Unternehmungen durch.
Nach dem Waffenstillstand von Cassibile wurde es im September 1943 in Bône den Alliierten übergeben, die es mit der italienischen Besatzung erst nach Malta und dann im Oktober 1943 nach Tarent verlegten. Zwischen Mai 1944 und Dezember 1945 wurde es nochmals im Indischen Ozean eingesetzt, wo es vor Ceylon der Royal Navy zur U-Jagd-Ausbildung diente. Das Boot wurde am 1. Februar 1948 in Tarent außer Dienst gestellt und dann verschrottet.